# Hembrug (brug)

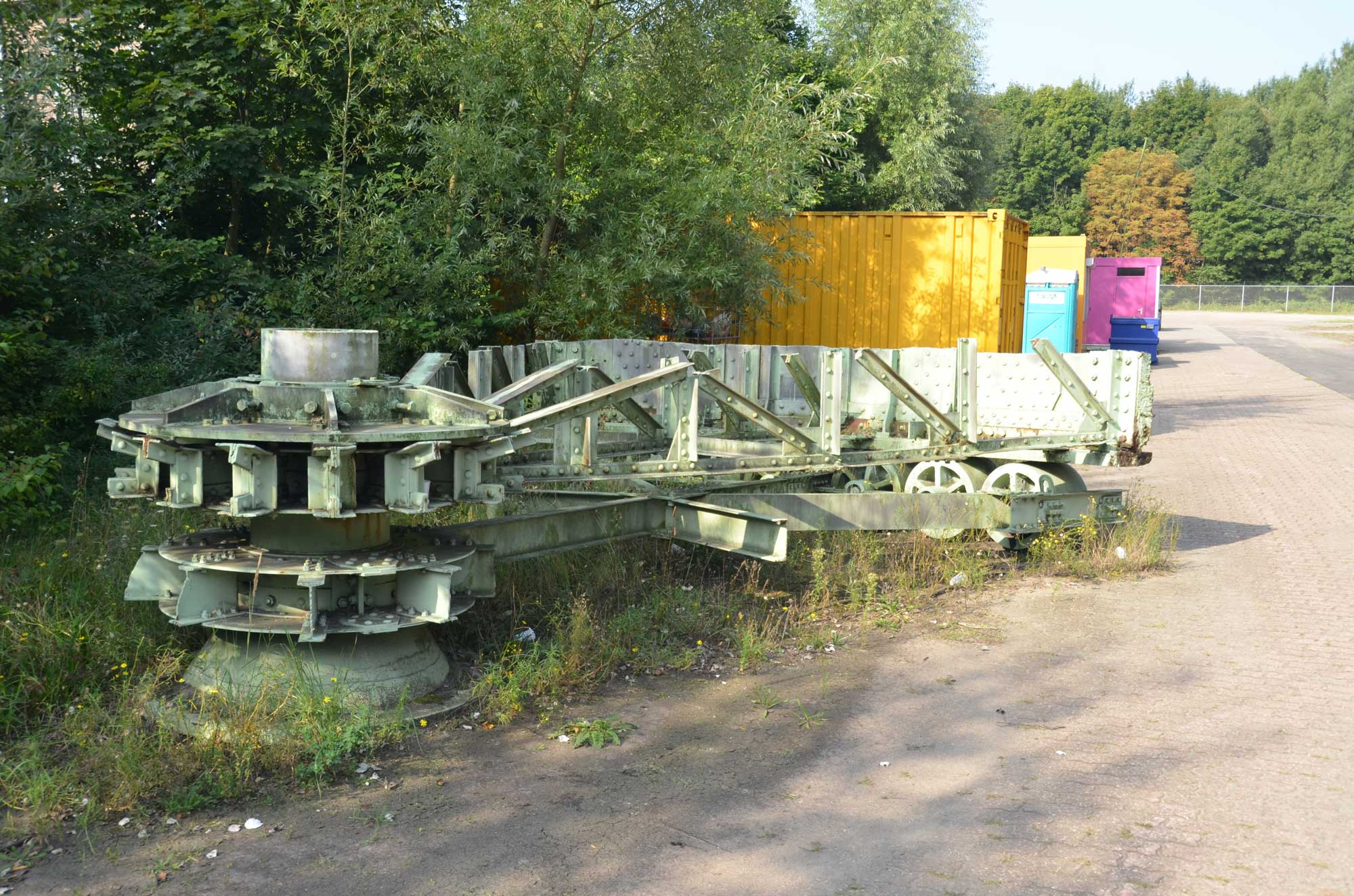
Overgebleven deel van de draaikrans op het Hembrugterrein

De Hembrug was een spoorbrug over het Noordzeekanaal en lag in de Zaanlijn, tussen Amsterdam en Zaandam.

## Geschiedenis

### Brug I
In 1867 werd na langdurige onderhandeling besloten over het te graven Noordzeekanaal tussen Amsterdam en Zaandam een spoorbrug te bouwen. De bouw duurde van 1870-1875 en de draaibrug werd tegelijk met de opening van de spoorlijn tussen Zaandam en Amsterdam in gebruik genomen in 1878. Deze brug had net als de eerste Velserspoorbrug een doorvaartbreedte van 19 meter en doorvaarthoogte van 4 meter. De brug kostte 600.000 gulden en was vernoemd naar de buurt Den Hem. De brug bestond uit twee vaste delen en een draaibaar middendeel, dat door de brugwachters door middel van het draaien aan twee zogenaamde kaapstanders (windassen) kon worden geopend. De brugwachters beschikten aan beide kanten van de brug over dienstwoningen. De brug stond meertijds open omdat er meer scheepvaartverkeer dan treinverkeer plaats vond en de brug voor de  scheepvaart een belemmering was.

### Brug 2
Door de toename van het scheepvaartverkeer werd verbreding van het kanaal noodzakelijk, en daarmee ook een nieuwe, grotere en hogere draaibrug. Deze werd gebouwd tussen 1903 en 1907. Een lange aanloop op een dijk was nodig om het hoogteverschil met een niet te grote helling te overwinnen. De nieuwe draaibrug werd ontworpen door ingenieur J.W.Th. van Schaik en werd door Duitse bedrijven gebouwd. De doorvaarthoogte in gesloten stand was 11 meter, de doorvaartbreedte 55 meter. Het beweegbare deel van de brug was 127,9 meter lang en de twee vaste delen elk 68,2 meter. De brug kon in twee minuten volledig worden geopend en kostte bijna 3 miljoen gulden.

### Tweede Wereldoorlog
Tegen het einde van de Tweede Wereldoorlog heeft de Duitse bezetter geprobeerd de brug op te blazen met explosieven. Om dit te voorkomen zwommen in de nacht van 26 op 27 september 1944 twee verzetsmannen, Jaap Boll en Remmert Aten, naar de middenpijler van de brug; waar de Duitsers 400 dozen met ieder 3 kilo explosieven hadden aangebracht met de bedoeling de brug deels open te draaien en dan te laten ontploffen. Na enkele uren waren de explosieven tot zinken gebracht. Later kwam wat verpakkingsmateriaal bovendrijven waardoor de Duitsers het ontdekten. Ze brachten wederom explosieven aan, waarna Aten er weer heen is gezwommen. De Duitsers hebben pas na de oorlog gehoord dat de verzetslui geen gebruik van een bootje hadden gemaakt. De brug is als een van de weinige spoorbruggen onbeschadigd de Tweede Wereldoorlog doorgekomen.

### Halte Hembrug
Ten noorden van de brug kwam halte Hembrug te liggen. Deze was vooral bedoeld voor medewerkers van een naastgelegen drietal fabrieken: ten westen van het spoor lag de Norit-fabriek, die anno 2018 nog in bedrijf is. De halte werd in 1982 gesloten vooruitlopend op het aanstaande verdwijnen van de brug.  Aan de oostkant waren de voormalige Gereedschapswerktuigenfabriek "Hembrug" en het toenmalige staatsbedrijf "Artillerie-Inrichtingen" - de latere munitiefabriek Eurometaal, gevestigd. Wegens afnemende vraag naar wapentuig sloot laatstgenoemde de deuren in 2003. Het gehele Hembrugterrein, waarop de gesloten industrieën lagen, heeft inmiddels de status van monument met inmiddels een eigen "Hembrug Museum" en zal worden herontwikkeld tot een multifunctioneel complex met woon-, werk- en cultuurvoorzieningen, dat de naam 'Nieuw Hembrug' gaat dragen.

## Op weg naar het einde

### In aanvaring met de scheepvaart
Tweemaal werd de Hembrug ontwricht door een botsing van een uit de koers geraakt schip; dergelijke aanvaringen, maar dan meestal zonder ernstige schade, kwamen wel vaker voor. Na de laatste grote botsing - door het Amerikaanse kraanschip Choctaw II, op 20 oktober 1974 - bleef de brug ook na herstel een lichte kromming vertonen. En hoewel er al sinds de jaren 1920 sprake was van substitutie door een tunnel, werd pas na dat laatste ongeval de absolute noodzaak onderkend de Slagboom van de Amsterdamse haven te vervangen, aangezien die duidelijk een steeds groter obstakel werd voor het groeiende scheepvaart- en spoorwegverkeer.

### Hemtunnel
Daarom werd ter vervanging de Hemtunnel gebouwd, die in gebruik kwam in 1983. De laatste treinrit over de Hembrug werd gemaakt op 27 mei van dat jaar. Nadat de brug enige tijd ongebruikt open stond werd met de definitieve sloop ervan in het najaar van 1983 een aanvang gemaakt. Er is een discussie gevoerd over de monumentale waarde van de brug en of deze zou moeten leiden tot behoud, zoals later gebeurde met De Hef in Rotterdam. De Hembrug werd niet voldoende monumentaal bevonden om als cultureel erfgoed op een andere locatie bewaard te blijven. 

### Afbraak van de brug
Die afbraak is gefaseerd en over een ruime tijdspanne uitgevoerd. Hoewel het staal binnen een maand was verwijderd, werden de brugpijlers pas in het voorjaar van 1985 opgeblazen, onder grote publieke belangstelling. Andere onderdelen zijn om even onbekende redenen zelfs nog langer bewaard gebleven. Zo werd het grootste gedeelte van de dijklichamen niet eerder dan aan het eind van de jaren 80 afgegraven, maar was er anno 2011 niets meer van terug te vinden. Een landtong aan de Amsterdamse kant waarop langs het brugtalud een weg lag werd van zijn asfalt ontdaan, maar bleef verder een kwart eeuw ongemoeid achter, als een kleine ruigte met hoog opschietend gras. Deze opstopper voor de scheepvaart werd pas in het voorjaar van 2008 door graafmachines geveld. Daarmee is feitelijk het enige dat nu nog rest van de Hembrug een stuk spoor aan de Amsterdamse kant. De lijn is namelijk niet geheel in onbruik geraakt; het traject tussen de Zaanstraat en de Hemweg is grotendeels in gebruik gebleven als goederenspoor naar de Westhaven.

## Herinnering
Een deel van de draaischijf van de Hembrug is bewaard gebleven en stond als monument opgesteld bij het NS-station van Zaandam. Zij is verwijderd vanwege de herinrichtingswerkzaamheden van het stationsgebied rond de provinciale weg N203: de bouw van het nieuwe gemeentehuis van Zaanstad, woningen, een hotel en een bioscoop. Het monument stond voorlopig op de gemeentewerf van Zaanstad maar is intussen teruggezet op het heringerichte Hembrugterrein.

## Afbeeldingen

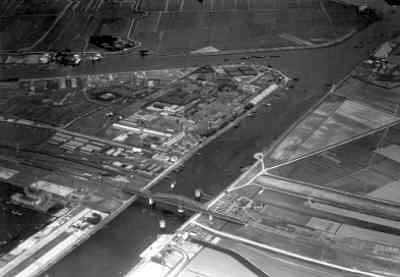
Luchtfoto van het Noordzeekanaal met de Hembrug in 1914
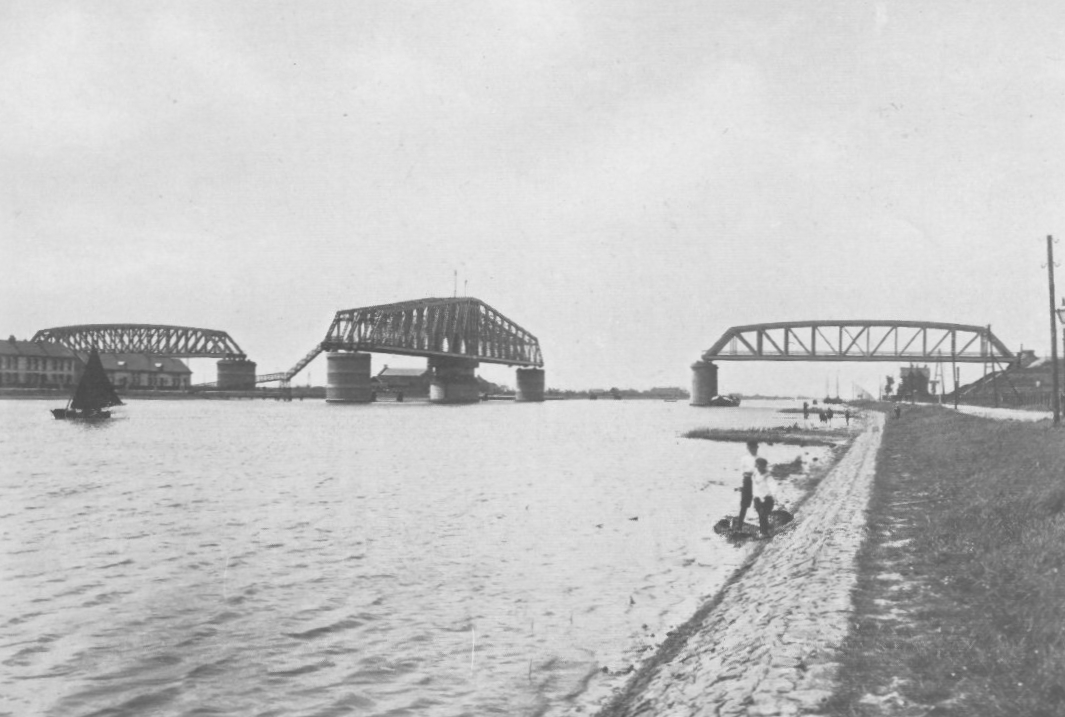
De Hembrug rond 1910
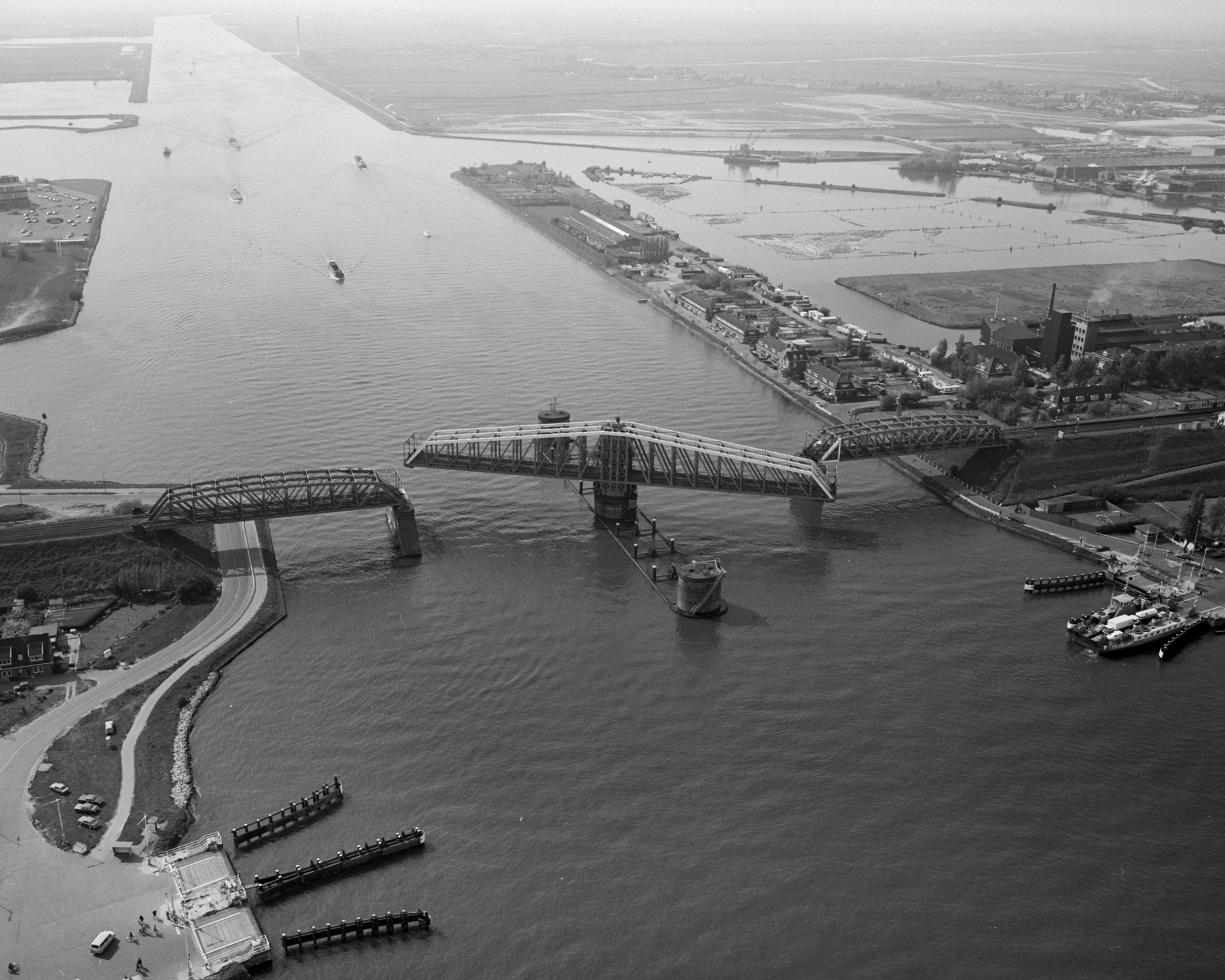
De Hembrug in geopende toestand
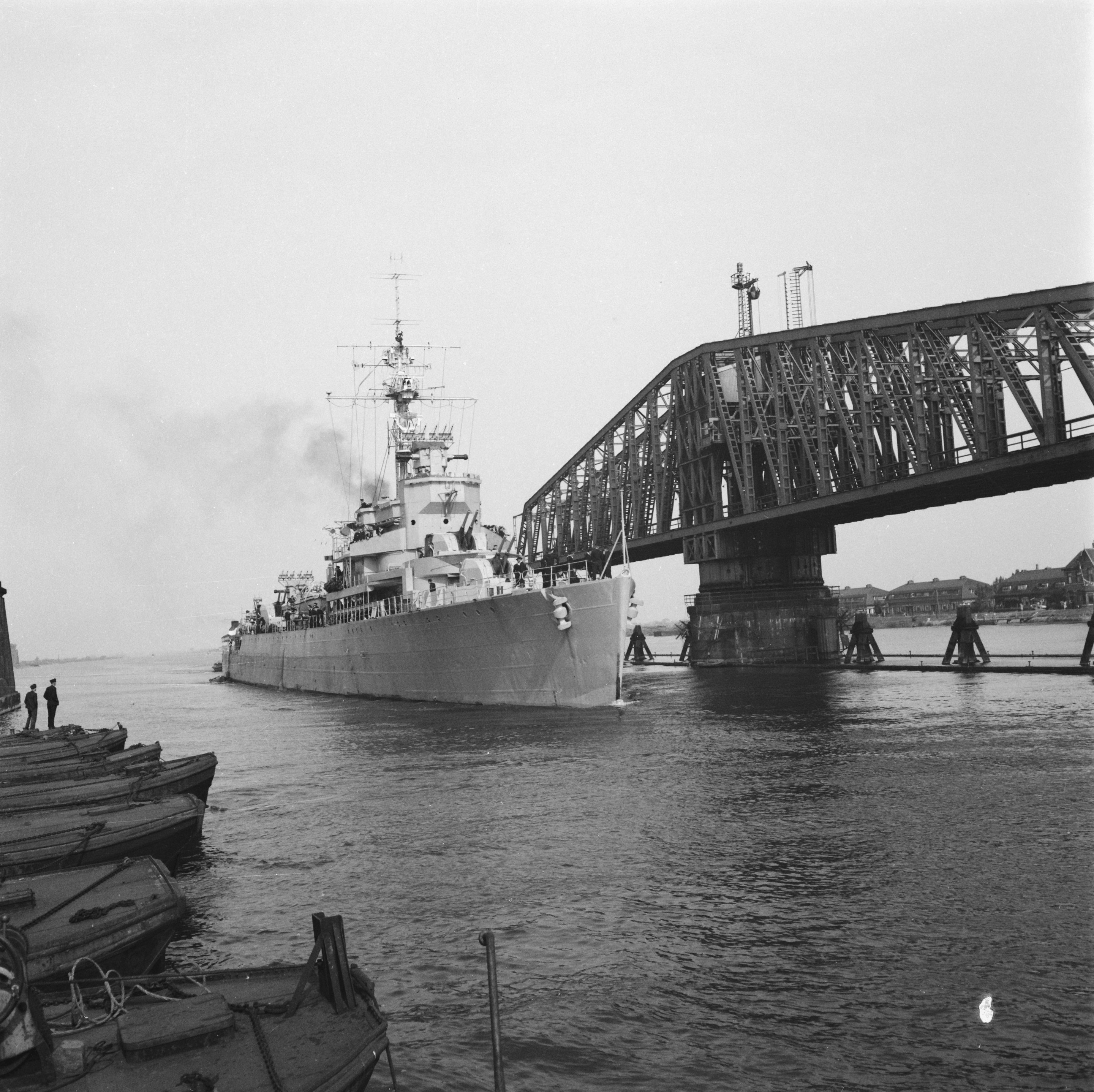
Hr.Ms. Jacob van Heemskerck passeert de brug (1945)
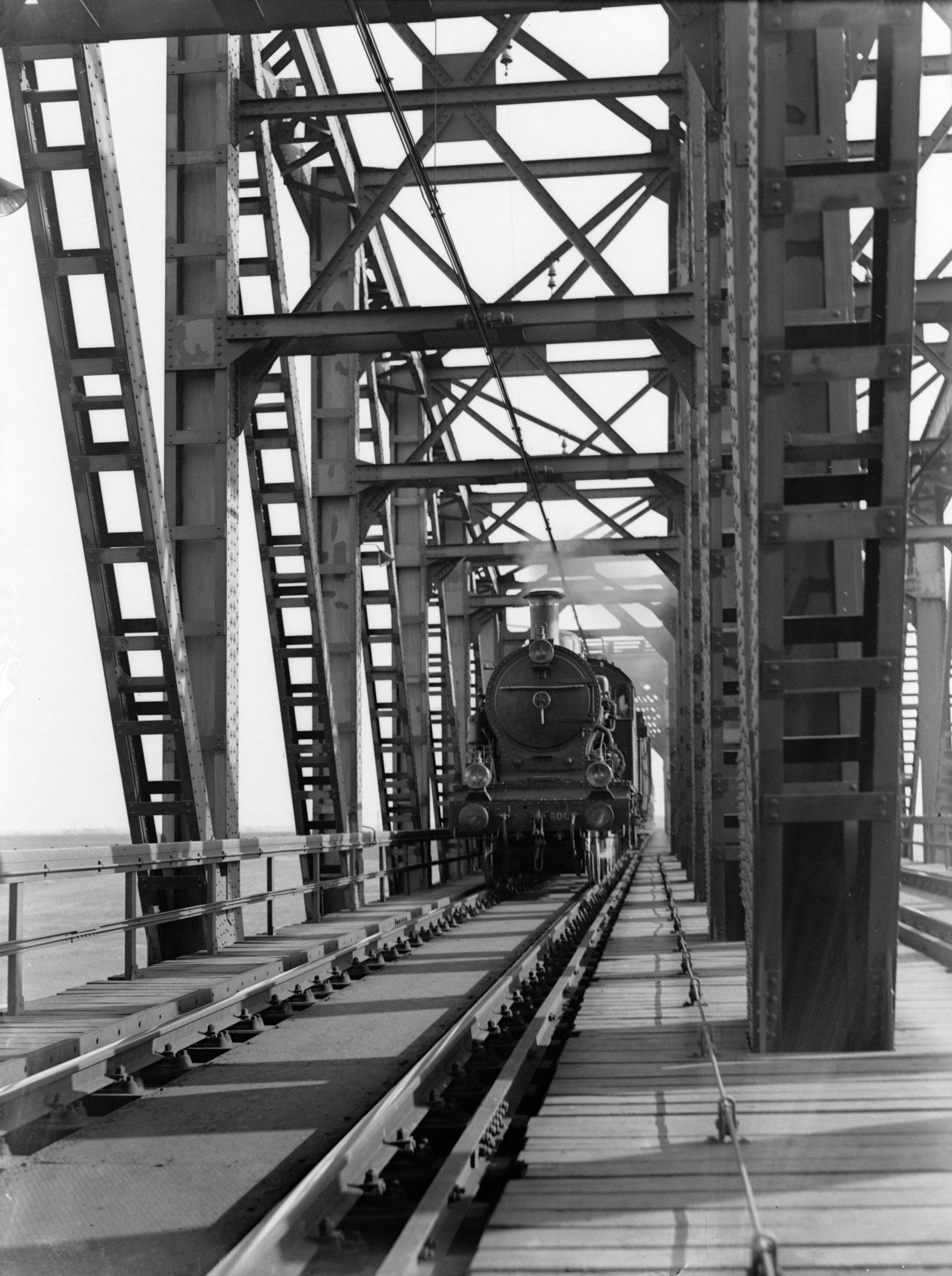
Een stoomlocotief op de Hembrug, (1933)
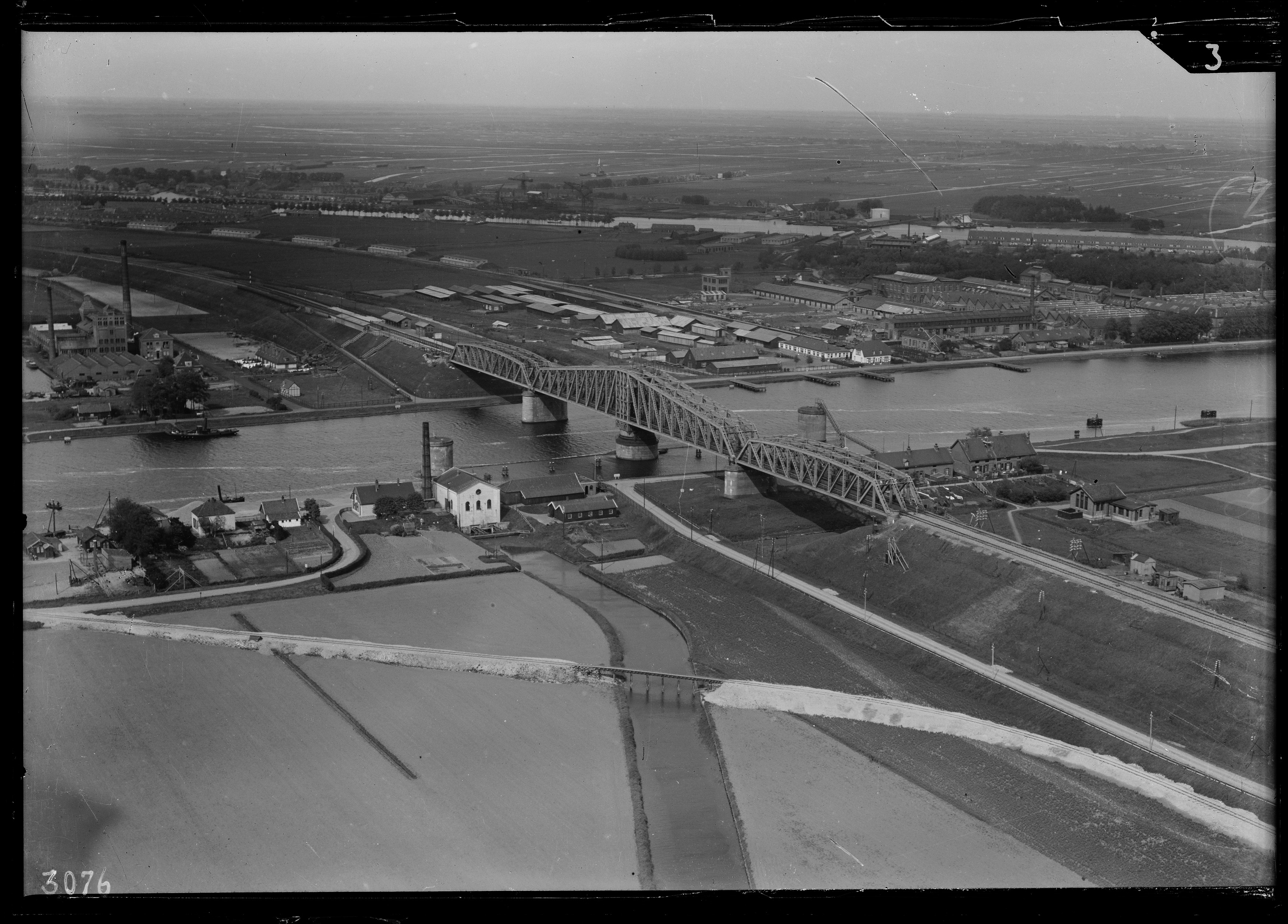
Luchtfoto van de Hembrug (1920-1940).
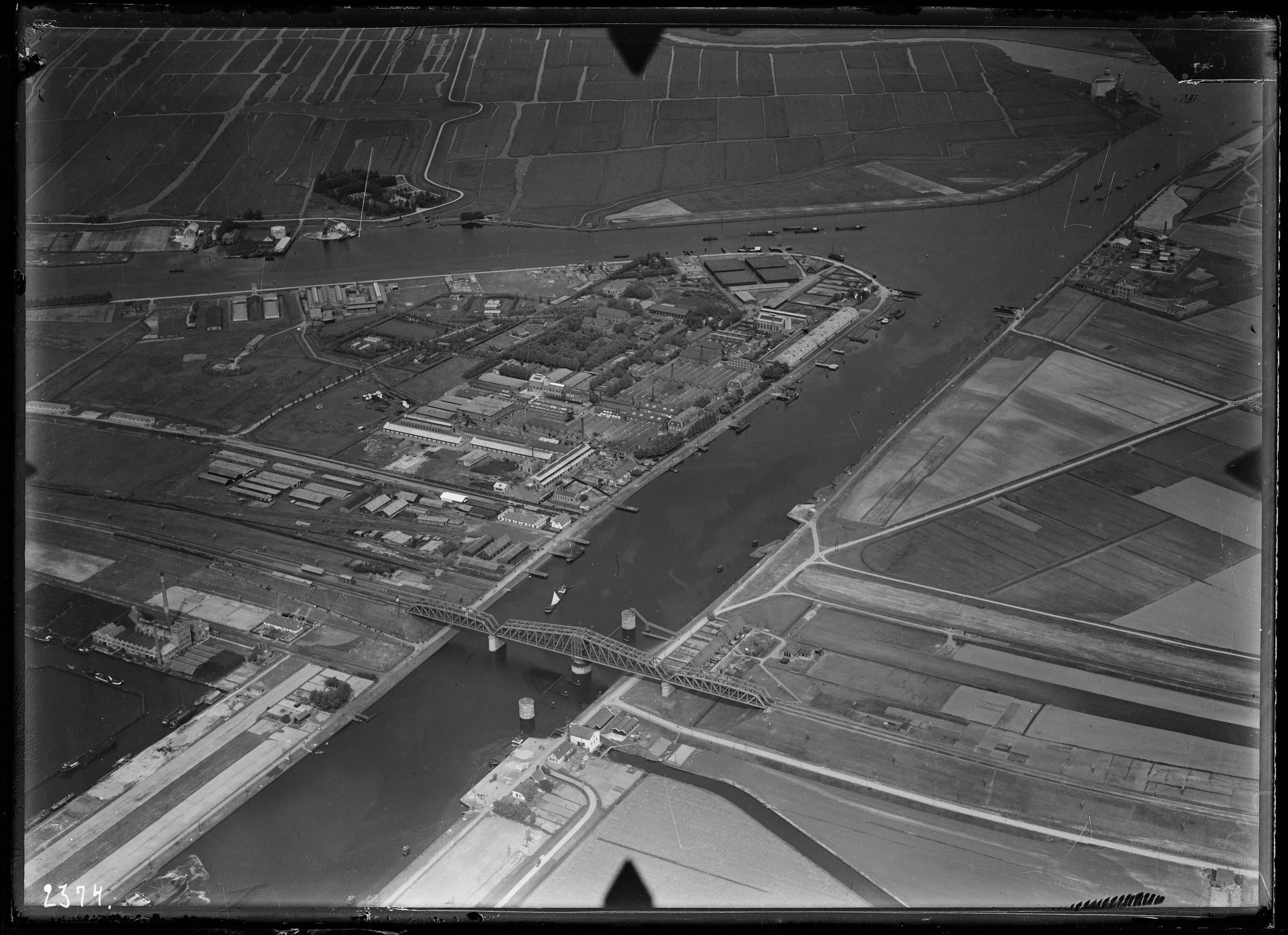
Luchtfoto van de Hembrug (1920-1940).

Amsterdamsebrug ·
Beltbrug ·
Benno Premselabrug ·
Berlagebrug ·
Blauwbrug ·
Coentunnel ·
Cuyperspassage ·
Tweede Coentunnel ·
Diaconessenbrug ·
Duivendrechtsebrug ·
Enneüs Heermabrug ·
Fietstunnel Hempontplein ·
Van Hallbrug ·
Hembrug ·
Hemtunnel ·
Hogesluis ·
Hortusbrug ·
Houtmanspoorbrug (Singelgrachtbrug) ·
IJ-tunnel ·
Jan van Galenbrug ·
Jan Schaeferbrug ·
Kattenslootbrug ·
Kinkerbrug ·
Kortjewantsbrug ·
Magere Brug ·
Meeuwenpleinbrug ·
Michiel de Ruijtertunnel ·
M.S. Vaz Diasbrug ·
Nesciobrug ·
Nieuwe Amstelbrug ·
Odebrug ·
Oetewalerbrug ·
Overtoomse Sluis ·
Piet Heintunnel ·
Rotterdammerbrug ·
Rozenoordbrug ·
Scharrebiersluis ·
Schellingwouderbrug ·
Schinkelbrug ·
Spaarndammertunnel ·
Théophile de Bockbrug ·
Torontobrug ·
Utrechtsebrug ·
Westerkeersluis ·
Wiegbrug ·
Willemsbrug (Singelgracht) ·
Zeeburgerbrug ·
Zeeburgertunnel ·
Zeilbrug